# Racing Club de Lens 2024-2025
Questa voce raccoglie le informazioni riguardanti il Racing Club de Lens nelle competizioni ufficiali della stagione 2024-2025.

## Stagione
La stagione 2024-2025 è la centodiciannovesima nella storia del club e la sua sessantaduesima nella massima divisione. Essa vede il Lens partecipare alla Ligue 1, per la quinta stagione consecutiva, alla Coppa di Francia, e alla Conference League.

## Divise e sponsor
Lo sponsor tecnico per la stagione 2024-2025 è Puma, mentre lo sponsor ufficiale è Auchan, catena francese di supermercati e ipermercati.
| Casa | Trasferta | Terza divisa |

## Rosa
Rosa aggiornata al 12 gennaio 2025 
| N. |                               | Ruolo | Calciatore        |
| -- | ----------------------------- | ----- | ----------------- |
| 1  | Slovenia (bandiera)           | P     | Denis Petrić      |
| 2  | Francia (bandiera)            | D     | Ruben Aguilar     |
| 3  | Colombia (bandiera)           | D     | Deiver Machado    |
| 4  | Austria (bandiera)            | D     | Kevin Danso       |
| 7  | Francia (bandiera)            | A     | Florian Sotoca    |
| 8  | Angola (bandiera)             | A     | M'Bala Nzola      |
| 9  | Uruguay (bandiera)            | A     | Martín Satriano   |
| 10 | Portogallo (bandiera)         | C     | David Costa       |
| 11 | Francia (bandiera)            | C     | Angelo Fulgini    |
| 13 | Ecuador (bandiera)            | D     | Jhoanner Chávez   |
| 14 | Argentina (bandiera)          | D     | Facundo Medina    |
| 15 | Nigeria (bandiera)            | C     | Hamzat Ojediran   |
| 16 | Burkina Faso (bandiera)       | P     | Hervé Koffi       |
| 18 | Francia (bandiera)            | C     | Andy Diouf        |
| 19 | Rep. Centrafricana (bandiera) | A     | Goduine Koyalipou |
| 20 | Francia (bandiera)            | D     | Malang Sarr       |
| 21 | Mali (bandiera)               | D     | Massadio Haïdara  |

| N. |                         | Ruolo | Calciatore            |
| -- | ----------------------- | ----- | --------------------- |
| 21 | Marocco (bandiera)      | C     | Anass Zaroury         |
| 22 | Francia (bandiera)      | A     | Wesley Saïd           |
| 23 | Francia (bandiera)      | C     | Neil El Aynaoui       |
| 24 | Francia (bandiera)      | D     | Jonathan Gradit       |
| 25 | Uzbekistan (bandiera)   | D     | Abdukodir Khusanov    |
| 25 | Svezia (bandiera)       | A     | Jeremy Agbonifo       |
| 26 | Senegal (bandiera)      | C     | Nampalys Mendy        |
| 27 | Senegal (bandiera)      | D     | Sidi Bane             |
| 28 | Francia (bandiera)      | C     | Adrien Thomasson      |
| 29 | Polonia (bandiera)      | C     | Przemysław Frankowski |
| 30 | Francia (bandiera)      | P     | Brice Samba           |
| 30 | Australia (bandiera)    | P     | Mathew Ryan           |
| 32 | Belgio (bandiera)       | C     | Ayanda Sishuba        |
| 34 | Francia (bandiera)      | C     | Tom Pouilly           |
| 36 | Francia (bandiera)      | A     | Rémy Labeau Lascary   |
| 37 | Francia (bandiera)      | D     | Ismaëlo Ganiou        |
|    | Sierra Leone (bandiera) | D     | Juma Bah              |

## Calciomercato

### Sessione estiva(dal 1º/7 al 1º/9)
| Acquisti         | Acquisti            | Acquisti     | Acquisti                                       |
| R.               | Nome                | da           | Modalità                                       |
| ---------------- | ------------------- | ------------ | ---------------------------------------------- |
| P                | Hervé Koffi         | Charleroi    | definitivo (2,5 milioni €)                     |
| P                | Denis Petrić        | Nantes       | definitivo                                     |
| D                | Sidi Bane           | BATĖ Borisov | definitivo (250 mila €)                        |
| D                | Malang Sarr         | Chelsea      | definitivo                                     |
| C                | Hamzat Ojediran     | Debrecen     | definitivo (1,35 milioni €)                    |
| C                | Anass Zaroury       | Burnley      | definitivo (5 milioni €)                       |
| A                | M'Bala Nzola        | Fiorentina   | prestito con diritto di riscatto               |
| A                | Martín Satriano     | Inter        | prestito con obbligo di riscatto (1 milione €) |
| Altre operazioni |                     |              |                                                |
| R.               | Nome                | da           | Modalità                                       |
| D                | Jhoanner Chávez     | Bahia        | diritto di riscatto esercitato (4,5 milioni €) |
| D                | Julien Le Cardinal  | Brest        | fine prestito                                  |
| C                | Mamadou Camara      | Nancy        | fine prestito                                  |
| C                | Łukasz Poręba       | Amburgo      | fine prestito                                  |
| C                | Stijn Spierings     | Tolosa       | fine prestito                                  |
| A                | Adam Buksa          | Antalyaspor  | fine prestito                                  |
| A                | Rémy Labeau Lascary | Laval        | fine prestito                                  |

| Cessioni         | Cessioni           | Cessioni            | Cessioni                   |
| R.               | Nome               | a                   | Modalità                   |
| ---------------- | ------------------ | ------------------- | -------------------------- |
| P                | Yannick Pandor     | Boulogne            | prestito                   |
| D                | Massadio Haïdara   | Brest               | definitivo                 |
| D                | Julien Le Cardinal | Brest               | definitivo (1,7 milioni €) |
| C                | Salis Abdul Samed  | Sunderland          | prestito                   |
| C                | Anthony Bermont    | Annecy              | prestito                   |
| C                | Łukasz Poręba      | Amburgo             | definitivo (750 mila €)    |
| C                | Ayanda Sishuba     | Verona              | definitivo (2,5 milioni €) |
| C                | Stijn Spierings    |                     | svincolato                 |
| A                | Ibrahima Baldé     | Rodez               | definitivo                 |
| A                | Adam Buksa         | Midtjylland         | definitivo (4 milioni €)   |
| A                | Elye Wahi          | Olympique Marsiglia | definitivo (25 milioni €)  |
| Altro operazioni |                    |                     |                            |
| R.               | Nome               | da                  | Modalità                   |

### Sessione invernale
| Acquisti         | Acquisti          | Acquisti        | Acquisti                 |
| R.               | Nome              | da              | Modalità                 |
| ---------------- | ----------------- | --------------- | ------------------------ |
| A                | Goduine Koyalipou | CSKA Sofia      | definitivo (2 milioni €) |
| P                | Mathew Ryan       | Roma            | definitivo (800 mila €)  |
| D                | Juma Bah          | Manchester City | prestito                 |
| Altre operazioni |                   |                 |                          |
| R.               | Nome              | da              | Modalità                 |

| Cessioni         | Cessioni           | Cessioni        | Cessioni                  |
| R.               | Nome               | a               | Modalità                  |
| ---------------- | ------------------ | --------------- | ------------------------- |
| D                | Abdukodir Khusanov | Manchester City | definitivo (40 milioni €) |
| P                | Brice Samba        | Rennes          | definitivo (14 milioni €) |
| D                | Kevin Danso        | Tottenham       | prestito                  |
| Altre operazioni |                    |                 |                           |
| R.               | Nome               | a               | Modalità                  |

## Risultati

### Ligue 1

#### Girone di andata
| Arbitro: | Léonard |

|  |           |          |
|  | Marcatori | 28’ Saïd |

| Arbitro: | Pignard |

|                                   |           |  |
| Chávez 19’ Le Cardinal 45’ (aut.) | Marcatori |  |

| Arbitro: | Delajod |

|             |           |                         |
| Zakaria 84’ | Marcatori | 90+3’ (rig.) Frankowski |

| Lens 15 settembre 2024, ore 20:45 CEST 4ª giornata | Lens    | 0 – 0 referto | Olympique Lione | Stadio Bollaert-Delelis (38 116 spett.)\| Arbitro: \| Dechepy \| |
| Arbitro:                                           | Dechepy |               |                 |                                                                  |

| Arbitro: | Stinat |

|                       |           |             |
| Kalimuendo 24’ (rig.) | Marcatori | 90+6’ Nzola |

| Lens 28 settembre 2024, ore 17:00 CEST 6ª giornata | Lens     | 0 – 0 referto | Nizza | Stadio Bollaert-Delelis (373 031 spett.)\| Arbitro: \| Letexier \| |
| Arbitro:                                           | Letexier |               |       |                                                                    |

| Arbitro: | Frappart |

|                             |           |                    |
| Sylla 18’ Diarra 60’ (rig.) | Marcatori | 5’ Nzola 44’ Diouf |

| Arbitro: | Lissorgue |

|  |           |                                   |
|  | Marcatori | 20’ Frankowski 79’ Labeau Lascary |

| Arbitro: | Bastien |

|  |           |                                |
|  | Marcatori | 90+8’ (rig.) David 90+11’ Bayo |

| Arbitro: | Delajod |

|            |           |  |
| Dembélé 4’ | Marcatori |  |

| Arbitro: | Turpin |

|                                                  |           |                            |
| Frankowski 21’ (rig.) Ojediran 86’ Thomasson 90’ | Marcatori | 36’ (rig.) Simon 71’ Cozza |

| Arbitro: | Wattellier |

|             |           |                                            |
| Fulgini 80’ | Marcatori | 49’ Rongier 57’ Luis Henrique 89’ Højbjerg |

| Arbitro: | Kherradji |

|  |           |                         |
|  | Marcatori | 23’ Thomasson 61’ Nzola |

| Arbitro: | Vernice |

|                                         |           |  |
| Labeau Lascary 39’ Lecomte 90+1’ (aut.) | Marcatori |  |

| Arbitro: | Stinat |

|                     |           |                          |
| Perrin 31’ Osho 73’ | Marcatori | 22’ El Aynaoui 45’ Nzola |

| Arbitro: | El Hadj |

|  |           |                      |
|  | Marcatori | 73’ (rig.) Aboukhlal |

| Arbitro: | Turpin |

|            |           |                           |
| A. Ayew 8’ | Marcatori | 28’ Koyalipou 77’ Machado |

#### Girone di ritorno
| Arbitro: | Pignard |

|           |           |                         |
| Nzola 36’ | Marcatori | 59’ F. Ruiz 86’ Barcola |

| Arbitro: | Kherradji |

|                |           |  |
| Frankowski 49’ | Marcatori |  |

| Arbitro: | Dechepy |

|  |           |                       |
|  | Marcatori | 1’ Nzola 61’ Agbonifo |

| Arbitro: | Lissorgue |

|                               |           |  |
| Laborde 10’ (rig.) Clauss 64’ | Marcatori |  |

| Arbitro: | Millot |

|  |           |                        |
|  | Marcatori | 81’ Bakwa 90+6’ Emegha |

| Arbitro: | Brisard |

|                                        |           |                       |
| Leroux 36’ Simon 60’ (rig.) Elia 90+5’ | Marcatori | 65’ (rig.) El Aynaoui |

| Arbitro: | Pignard |

|                                             |           |                                                       |
| El Aynaoui 3’ (rig.) Aguilar 19’ Sotoca 48’ | Marcatori | 28’ Soumaré 33’ A. Ayew 62’ Casimir 90+1’ (rig.) Koka |

| Arbitro: | Léonard |

|  |           |                  |
|  | Marcatori | 90+4’ El Aynaoui |

| Arbitro: | Frappart |

|          |           |  |
| Saïd 47’ | Marcatori |  |

| Arbitro: | Vernice |

|                     |           |  |
| Fernandez-Pardo 19’ | Marcatori |  |

| Arbitro: | Lissorgue |

|               |           |  |
| Koyalipou 75’ | Marcatori |  |

| Arbitro: | Letexier |

|  |           |                   |
|  | Marcatori | 33’, 88’ Nakamura |

| Arbitro: | Millot |

|                |           |                                                |
| Lees-Melou 13’ | Marcatori | 17’ Koyalipou 45+7’ (rig.) El Aynaoui 90’ Saïd |

| Arbitro: | Vernice |

|  |           |                                       |
|  | Marcatori | 33’, 44’ Onaiwu 40’ Perrin 73’ Hoever |

| Arbitro: | Stinat |

|                |           |                           |
| Mikautadze 79’ | Marcatori | 21’ Koyalipou 85’ Zaroury |

| Arbitro: | Dechepy |

|           |           |                |
| Gboho 47’ | Marcatori | 61’ El Aynaoui |

| Arbitro: | Letexier |

|                                               |           |  |
| El Aynaoui 21’, 56’ Thomasson 73’ Zaroury 78’ | Marcatori |  |

### Coppa di Francia
| Arbitro: | Léonard |

|                                          |                      |                                  |
| Nzola 66’                                | Marcatori            | 70’ G. Ramos                     |
| Frankowski Sotoca El Aynaoui Nzola Diouf | Tiri di rigore 3 – 4 | Vitinha G. Ramos Dembélé Barcola |

### UEFA Conference League

#### Spareggi
| Arbitro: | Gergo Bogár |

|                        |           |               |
| Frankowski 4’ Saïd 34’ | Marcatori | 53’ Iōannidīs |

| Arbitro: | Juan Martínez Munuera |

|                        |           |  |
| Pellistri 62’ Tetê 85’ | Marcatori |  |

## Statistiche finali

### Statistiche di squadra
| Competizione      | Punti | In casa | In casa | In casa | In casa | In casa | In casa | In trasferta | In trasferta | In trasferta | In trasferta | In trasferta | In trasferta | Totale | Totale | Totale | Totale | Totale | Totale | DR |
| Competizione      | Punti | G       | V       | N       | P       | Gf      | Gs      | G            | V            | N            | P            | Gf           | Gs           | G      | V      | N      | P      | Gf     | Gs     | DR |
| ----------------- | ----- | ------- | ------- | ------- | ------- | ------- | ------- | ------------ | ------------ | ------------ | ------------ | ------------ | ------------ | ------ | ------ | ------ | ------ | ------ | ------ | -- |
| Ligue 1           | 52    | 17      | 7       | 2       | 8       | 19      | 22      | 17           | 8            | 5            | 4            | 23           | 17           | 34     | 15     | 7      | 12     | 42     | 39     | +3 |
| Coppa di Francia  | -     | 1       | 0       | 1       | 0       | 1       | 1       | -            | -            | -            | -            | -            | -            | 1      | 0      | 1      | 0      | 1      | 1      | 0  |
| Conference League | -     | 1       | 1       | 0       | 0       | 2       | 1       | 1            | 0            | 0            | 1            | 0            | 2            | 2      | 1      | 0      | 1      | 2      | 3      | -1 |
| Totale            | -     | 19      | 8       | 3       | 8       | 22      | 24      | 18           | 8            | 5            | 5            | 23           | 19           | 37     | 16     | 8      | 13     | 45     | 43     | +2 |

### Andamento in campionato
| Giornata  | 1 | 2 | 3 | 4 | 5 | 6 | 7 | 8 | 9 | 10 | 11 | 12 | 13 | 14 | 15 | 16 | 17 | 18 | 19 | 20 | 21 | 22 | 23 | 24 | 25 | 26 | 27 | 28 | 29 | 30 | 31 | 32 | 33 | 34 |
| --------- | - | - | - | - | - | - | - | - | - | -- | -- | -- | -- | -- | -- | -- | -- | -- | -- | -- | -- | -- | -- | -- | -- | -- | -- | -- | -- | -- | -- | -- | -- | -- |
| Luogo     | T | C | T | C | T | C | T | T | C | T  | C  | C  | T  | C  | T  | C  | T  | C  | C  | T  | T  | C  | T  | C  | T  | C  | T  | C  | C  | T  | C  | T  | T  | C  |
| Risultato | V | V | N | N | N | N | N | V | P | P  | V  | P  | V  | V  | N  | P  | V  | P  | V  | V  | P  | P  | P  | P  | V  | V  | P  | V  | P  | V  | P  | V  | P  | V  |
| Posizione | 7 | 4 | 5 | 4 | 4 | 6 | 6 | 5 | 5 | 7  | 8  | 9  | 7  | 7  | 7  | 7  | 7  | 7  | 7  | 6  | 7  | 8  | 8  | 9  | 8  | 8  | 9  | 9  | 9  | 8  | 8  | 8  | 9  | 8  |

Legenda:

Luogo: C = Casa; T = Trasferta. Risultato: V = Vittoria; N = Pareggio; P = Sconfitta.

### Statistiche individuali
| Giocatore         | Ligue 1  | Ligue 1 | Ligue 1     | Ligue 1    | Coupe de France | Coupe de France | Coupe de France | Coupe de France | Conference League | Conference League | Conference League | Conference League | Totale   | Totale | Totale      | Totale     |
| Giocatore         | Presenze | Reti    | Ammonizioni | Espulsioni | Presenze        | Reti            | Ammonizioni     | Espulsioni      | Presenze          | Reti              | Ammonizioni       | Espulsioni        | Presenze | Reti   | Ammonizioni | Espulsioni |
| ----------------- | -------- | ------- | ----------- | ---------- | --------------- | --------------- | --------------- | --------------- | ----------------- | ----------------- | ----------------- | ----------------- | -------- | ------ | ----------- | ---------- |
| R. Aguilar        | 10       | 1       | 3           | 0          | 0               | 0               | 0               | 0               | 0                 | 0                 | 0                 | 0                 | 10       | 1      | 3           | 0          |
| J. Agbonifo       | 7        | 1       | 1           | 0          | 0               | 0               | 0               | 0               | 0                 | 0                 | 0                 | 0                 | 7        | 1      | 1           | 0          |
| K. Antonio        | 3        | 0       | 0           | 0          | 0               | 0               | 0               | 0               | 0                 | 0                 | 0                 | 0                 | 3        | 0      | 0           | 0          |
| J. Bah            | 10       | 0       | 2           | 0          | 0               | 0               | 0               | 0               | 0                 | 0                 | 0                 | 0                 | 10       | 0      | 2           | 0          |
| G. Capuano        | 1        | 0       | 0           | 0          | 0               | 0               | 0               | 0               | 0                 | 0                 | 0                 | 0                 | 1        | 0      | 0           | 0          |
| J. Chávez         | 10       | 1       | 1           | 0          | 1               | 0               | 0               | 0               | 2                 | 0                 | 0                 | 0                 | 13       | 1      | 1           | 0          |
| D. Costa          | 11       | 0       | 0           | 1          | 1               | 0               | 0               | 0               | 2                 | 0                 | 0                 | 0                 | 14       | 0      | 0           | 1          |
| K. Danso          | 12       | 0       | 3           | 0          | 1               | 0               | 0               | 0               | 1                 | 0                 | 1                 | 0                 | 14       | 0      | 4           | 0          |
| K. Diliwidi       | 1        | 0       | 0           | 0          | 0               | 0               | 0               | 0               | 0                 | 0                 | 0                 | 0                 | 1        | 0      | 0           | 0          |
| A. Diouf          | 33       | 0       | 2           | 0          | 1               | 0               | 0               | 0               | 2                 | 0                 | 0                 | 0                 | 36       | 0      | 2           | 0          |
| N. El Aynaoui     | 24       | 8       | 4           | 0          | 1               | 0               | 0               | 0               | 0                 | 0                 | 0                 | 0                 | 25       | 8      | 4           | 0          |
| R. Fofana         | 2        | 0       | 0           | 0          | 0               | 0               | 0               | 0               | 0                 | 0                 | 0                 | 0                 | 2        | 0      | 0           | 0          |
| P. Frankowski     | 18       | 4       | 2           | 0          | 1               | 0               | 0               | 0               | 2                 | 1                 | 2                 | 0                 | 21       | 5      | 4           | 0          |
| A. Fulgini        | 13       | 1       | 3           | 0          | 1               | 0               | 0               | 0               | 1                 | 0                 | 0                 | 0                 | 15       | 1      | 3           | 0          |
| J. Gradit         | 25       | 0       | 4           | 0          | 0               | 0               | 0               | 0               | 2                 | 0                 | 1                 | 0                 | 27       | 0      | 5           | 0          |
| M. Haïdara        | 0        | 0       | 0           | 0          | 0               | 0               | 0               | 0               | 1                 | 0                 | 1                 | 0                 | 1        | 0      | 1           | 0          |
| H. Koffi          | 5        | -8      | 2           | 0          | 1               | -1              | 0               | 0               | 0                 | 0                 | 0                 | 0                 | 6        | -9     | 2           | 0          |
| G. Koyalipou      | 14       | 4       | 0           | 0          | 0               | 0               | 0               | 0               | 0                 | 0                 | 0                 | 0                 | 14       | 4      | 0           | 0          |
| A. Khusanov       | 13       | 0       | 2           | 1          | 1               | 0               | 1               | 0               | 2                 | 0                 | 0                 | 0                 | 16       | 0      | 3           | 1          |
| R. Labeau Lascary | 14       | 2       | 5           | 0          | 0               | 0               | 0               | 0               | 2                 | 0                 | 0                 | 0                 | 16       | 2      | 5           | 0          |
| D. Machado        | 27       | 1       | 7           | 2          | 1               | 0               | 0               | 0               | 2                 | 0                 | 0                 | 0                 | 30       | 1      | 7           | 2          |
| F. Medina         | 28       | 0       | 15          | 1          | 1               | 0               | 0               | 0               | 1                 | 0                 | 1                 | 1                 | 30       | 0      | 16          | 2          |
| N. Mendy          | 10       | 0       | 2           | 0          | 0               | 0               | 0               | 0               | 1                 | 0                 | 0                 | 0                 | 11       | 0      | 2           | 0          |
| M. Nzola          | 21       | 6       | 3           | 1          | 1               | 1               | 0               | 0               | 1                 | 0                 | 0                 | 0                 | 23       | 7      | 3           | 1          |
| H. Ojediran       | 17       | 1       | 5           | 0          | 0               | 0               | 0               | 0               | 0                 | 0                 | 0                 | 0                 | 17       | 1      | 5           | 0          |
| T. Pouilly        | 10       | 0       | 1           | 0          | 0               | 0               | 0               | 0               | 0                 | 0                 | 0                 | 0                 | 10       | 0      | 1           | 0          |
| M. Ryan           | 14       | -17     | 0           | 0          | 0               | -0              | 0               | 0               | -                 | -                 | -                 | -                 | 14       | -17    | 0           | 0          |
| W. Saïd           | 24       | 3       | 3           | 0          | 0               | 0               | 0               | 0               | 2                 | 1                 | 0                 | 0                 | 26       | 4      | 3           | 0          |
| B. Samba          | 15       | -14     | 1           | 0          | 0               | -0              | 0               | 0               | 2                 | -3                | 0                 | 0                 | 17       | -17    | 1           | 0          |
| M. Sarr           | 21       | 0       | 0           | 0          | 1               | 0               | 0               | 0               | 1                 | 0                 | 0                 | 0                 | 23       | 0      | 0           | 0          |
| M. Satriano       | 7        | 0       | 0           | 0          | 0               | 0               | 0               | 0               | 0                 | 0                 | 0                 | 0                 | 7        | 0      | 0           | 0          |
| F. Sotoca         | 31       | 1       | 2           | 1          | 1               | 0               | 0               | 0               | 2                 | 0                 | 0                 | 0                 | 34       | 1      | 2           | 1          |
| S.A. Samed        | 0        | 0       | 0           | 0          | 0               | 0               | 0               | 0               | 0                 | 0                 | 0                 | 0                 | 0        | 0      | 0           | 0          |
| A. Thomasson      | 31       | 3       | 7           | 0          | 1               | 0               | 0               | 0               | 2                 | 0                 | 0                 | 0                 | 34       | 3      | 7           | 0          |
| A. Zaroury        | 29       | 2       | 3           | 1          | 0               | 0               | 0               | 0               | 0                 | 0                 | 0                 | 0                 | 29       | 2      | 3           | 1          |